# 미나미카와네촌
미나미카와네촌(南川根村)은 이바라키현 니시이바라키군에 일찍이 존재했던 촌이다.

## 지리
- 옛 이와마정의 동쪽, 현재 가사마시의 남동부에 위치한다.
- 촌은 히누마강 남쪽 기슭에 자리 잡고 있다

## 역사
- 1889년 4월 1일 - 정촌제 시행에 의해 니시이바라키군 미나미카와네촌이 성립하였다.
- 1954년 11월 23일 - 이와마정과 합병해, 새로운 이와마정이 성립하여, 동일 미나미카와네촌은 폐지되었다.

## 인구
| 1891년 | 2,014 |
| 1920년 | 2,761 |
| 1935년 | 3,185 |
| 1950년 | 4,379 |

## 참고문헌
- 角川日本地名大辞典編纂委員会『가도카와 일본 지명 대사전 8 茨城県』、가도카와 쇼텐、1983年 ISBN 4040010809